# C/1893 U1 (Brooks)
C/1893 U1 (Brooks) ist ein Komet, der im Jahr 1893 mit bloßem Auge gesehen werden konnte.

## Entdeckung und Beobachtung
William Robert Brooks entdeckte diesen Kometen mit einem Teleskop an der privaten Smith-Sternwarte in Geneva (New York) am Morgen des 17. Oktober 1893. Er schätzte seine Helligkeit zu 7 mag und beobachtete einen Schweif von 3° Länge. Der Komet hatte seinen sonnennächsten Punkt bereits einen Monat zuvor durchlaufen, bewegte sich zum Zeitpunkt seiner Entdeckung aber noch näher auf die Erde zu.
Bereits einen Tag nach seiner Entdeckung konnte Edward Barnard am Lick-Observatorium eine genaue Positionsbestimmung des Kometen vornehmen, der zunächst noch keine Auffälligkeiten zeigte. Einen Tag später gelang ihm dann eine erste photographische Aufnahme. Er konnte darauf feststellen, dass der Schweif des Kometen aufgespalten war in einen geraden Schweif von fast 4° Länge und zwei kleinere Strahlen, die in einem Winkel dazu vom Kopf des Kometen abgingen. Am 22. Oktober wurde dann visuell erstmals eine Deformation des Kometenschweifs beobachtet, und eine neue Aufnahme „zeigte den Kometenschweif wie noch kein Kometenschweif zuvor gesehen wurde. Die anmutige Symmetrie war zerstört, der Schweif war zertrümmert. Er war gebogen, verdreht und abgelenkt, während sein größerer Teil in Knoten und nebulöse Massen aufgelöst war, und die ganze Erscheinung der Vorstellung einer Fackel entsprach, die flackerte und unregelmäßig im Wind wehte.“
Barnard konnte seine photographische Dokumentation der Veränderungen des Kometenschweifs noch bis in den November hinein fortsetzen. Auch viele andere Forscher beobachteten den Kometen und seinen Schweif. Der Komet bewegte sich währenddessen mit abnehmender Helligkeit am Himmel nach Norden und konnte gegen Ende des Jahres von der Nordhalbkugel als zirkumpolares Objekt während der ganzen Nacht beobachtet werden. Im November lag die Helligkeit noch bei etwa 9 mag, bis Ende Dezember war sie auf etwa 12 mag gefallen. Die letzte Beobachtung des Kometen erfolgte am Abend des 26. Januar 1894 (Ortszeit) durch Herbert Couper Wilson in Minnesota.
Der Komet hatte am 31. Oktober eine gesteigerte Helligkeit, die nur an diesem Tag eine Sichtbarkeit mit bloßem Auge ermöglichte. Ansonsten erreichte er aber nie eine ausreichende Helligkeit, um so gesehen werden zu können.

## Wissenschaftliche Auswertung
Von dem Kometen konnten durch Barnard bis zum 19. November insgesamt 17 Weitwinkel-Photographien aufgenommen werden. Die Aufnahmen zeigten die ungewöhnliche Form des Schweifs und seine raschen Veränderungen. Es konnten auch einzelne Schweifwolken beobachtet werden, die sich loslösten. Zusammen mit den Beobachtungen, die im vorherigen Jahr am Kometen C/1892 E1 (Swift) gemacht worden waren, führte dies zu der Erkenntnis, dass eine Interaktion zwischen dem Kopf des Kometen und den im Schweif zu beobachtenden Veränderungen stattfindet. Die Ursache der Verformungen des Kometenschweifs konnte zunächst nicht erklärt werden und es wurde ein unbekanntes bremsendes Medium im Raum zwischen Sonne und Planeten vermutet.
Das Licht des Kometen wurde spektroskopisch untersucht durch William Wallace Campbell am Lick-Observatorium. Er konnte die kometentypischen Emissionslinien von Kohlenstoff (C2) beobachten.
Adalbert Krueger berechnete 1893 Elemente einer parabolischen Umlaufbahn für den Kometen, die im Jahr darauf durch Domenico Peyra noch einmal umfangreich zu einer elliptischen Bahn überarbeitet wurde. Peyra bemerkte eine gewisse Ähnlichkeit der Bahnelemente mit denen der Kometen C/1864 R1 (Donati) und C/1822 J1 (Gambart).
Für den Kometen Brooks konnte Boris Alexandrowitsch Woronzow-Weljaminow 1930 ableiten, dass die Bewegung des Schweifs und seine Form erklärt werden können, wenn man annimmt, dass er in Form gasförmiger Partikel kontinuierlich aus einem festen Kern emittiert wurde, der mit einer Periode von 91 Stunden um eine gedachte Achse Sonne–Komet rotiert.

## Umlaufbahn
Für den Kometen konnte aus 153 Beobachtungsdaten über 82 Tage eine unsichere elliptische Umlaufbahn bestimmt werden, die um rund 130° gegen die Ekliptik geneigt ist. Seine Bahn steht damit steil angestellt zu den Bahnebenen der Planeten, er durchläuft seine Bahn gegenläufig (retrograd) zu ihnen. Im sonnennächsten Punkt der Bahn (Perihel), den der Komet am 19. September 1893 durchlaufen hat, befand er sich mit etwa 121,5 Mio. km Sonnenabstand im Bereich zwischen den Umlaufbahnen von Venus und Erde. Seine Bewegung durch das innere Sonnensystem führte bei diesem Kometen zu keinen nennenswerten Annäherungen an die kleinen Planeten, auch der Erde kam er am 14. Juli nur bis auf etwa 172,4 Mio. km (1,15 AE) nahe.
Nach den Bahnelementen der JPL Small-Body Database und ohne Berücksichtigung nicht-gravitativer Kräfte auf den Kometen hatte seine Bahn lange Zeit vor seiner Passage des inneren Sonnensystems eine Exzentrizität von etwa 0,9956 und eine große Halbachse von etwa 185 AE, sodass seine Umlaufzeit bei etwa 2530 Jahren lag. Durch die Anziehungskraft der Planeten, insbesondere durch relativ nahe Vorbeigänge am Jupiter im Januar 1892 in etwa 3 ½ AE und im April 1894 in etwa 3 ¾ AE Distanz, wurde seine Bahnexzentrizität auf etwa 0,9963 und die große Halbachse auf etwa 220 AE vergrößert, sodass sich seine Umlaufzeit auf etwa 3250 Jahre erhöht. In Anbetracht der relativ unsicheren Bahnparameter sind alle angegebenen Daten nur als ungefähre Werte zu betrachten.